# Club Atlético de Madrid 2008-2009
Questa voce raccoglie le informazioni riguardanti il Club Atlético de Madrid nelle competizioni ufficiali della stagione 2008-2009.

## Stagione
Nella stagione 2008-2009 i Colchoneros guidati dal tecnico messicano Aguirre, fino alla 21ª giornata, e poi dallo spagnolo Resino terminano il campionato di Primera Division al 4º posto. In Coppa del Re l'Atlético Madrid esce agli ottavi di finale contro i futuri campioni del Barcellona. In Champions League i Rojiblancos vengono eliminati dai portoghesi del Porto agli ottavi di finale, grazie alla regola dei gol in trasferta, senza tuttavia essere mai stati sconfitti nel corso della competizione.

## Rosa

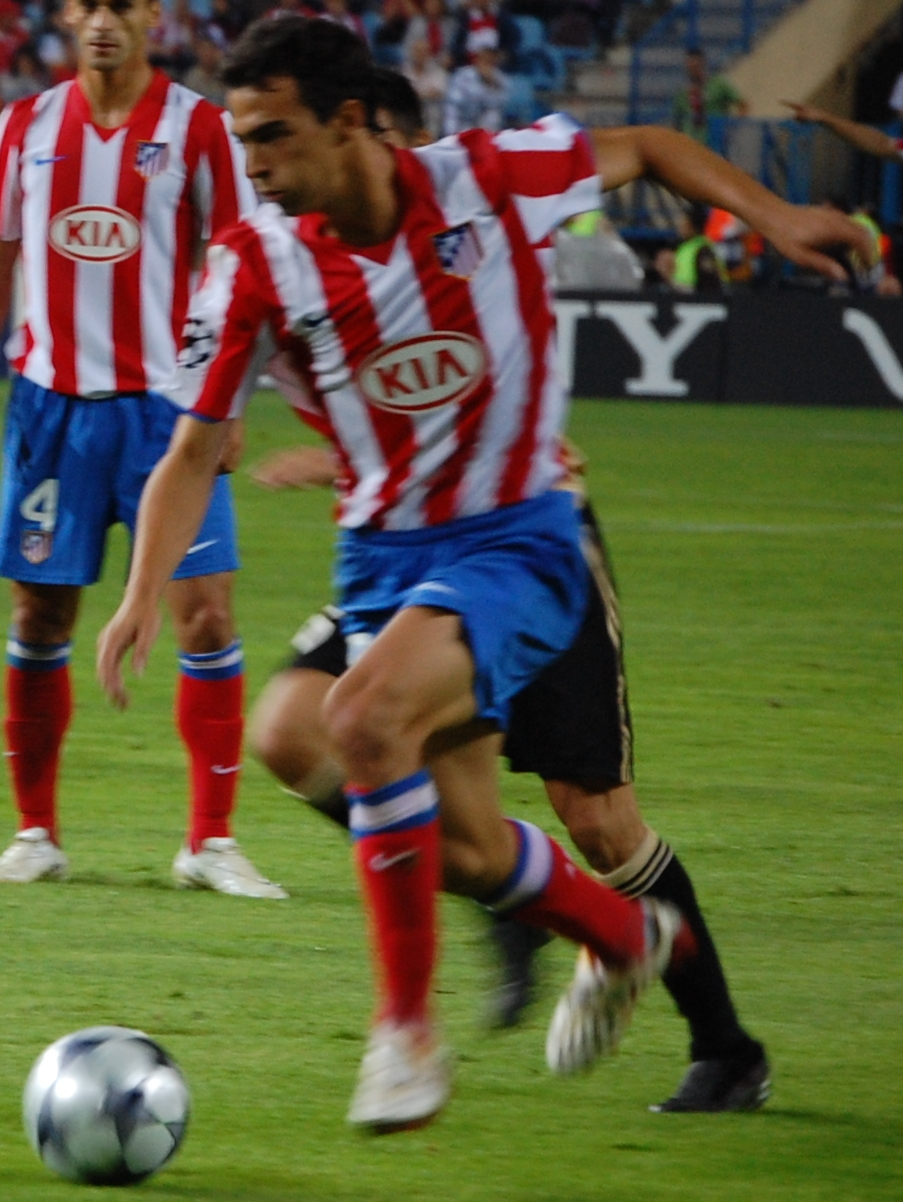
Miguel de las Cuevas in azione durante una partita di Champions League

| N. |                        | Ruolo | Calciatore                |
| -- | ---------------------- | ----- | ------------------------- |
| 1  | Francia (bandiera)     | P     | Grégory Coupet            |
| 2  | Grecia (bandiera)      | D     | Geōrgios Seïtaridīs       |
| 3  | Spagna (bandiera)      | D     | Antonio López             |
| 4  | Spagna (bandiera)      | D     | Mariano Pernía            |
| 5  | Paesi Bassi (bandiera) | D     | John Heitinga             |
| 7  | Uruguay (bandiera)     | A     | Diego Forlán              |
| 8  | Spagna (bandiera)      | C     | Raúl García               |
| 9  | Spagna (bandiera)      | C     | Luìs Garcìa               |
| 10 | Argentina (bandiera)   | A     | Sergio Agüero             |
| 11 | Argentina (bandiera)   | C     | Maxi Rodríguez (capitano) |
| 12 | Brasile (bandiera)     | C     | Paulo Assunção            |
| 14 | Francia (bandiera)     | A     | Florent Sinama-Pongolle   |

| N. |                       | Ruolo | Calciatore            |
| -- | --------------------- | ----- | --------------------- |
| 16 | Argentina (bandiera)  | C     | Éver Banega           |
| 17 | Rep. Ceca (bandiera)  | D     | Tomáš Ujfaluši        |
| 18 | Portogallo (bandiera) | C     | Maniche               |
| 19 | Spagna (bandiera)     | C     | Miguel                |
| 20 | Portogallo (bandiera) | C     | Simão                 |
| 21 | Colombia (bandiera)   | D     | Luis Amaranto Perea   |
| 22 | Spagna (bandiera)     | D     | Pablo Ibáñez          |
| 24 | Spagna (bandiera)     | C     | Ignacio Camacho       |
| 25 | Argentina (bandiera)  | P     | Leo Franco            |
| 28 | Spagna (bandiera)     | D     | Álvaro Domínguez Soto |
| 33 | Spagna (bandiera)     | C     | Keko                  |
| 35 | Spagna (bandiera)     | C     | Rubén Pérez           |

### Staff tecnico
| Allenatore:              | Abel Resino                |
| Vice allenatore:         | José Maria Villalón Alonso |
| Assistente allenatore:   | César Mendiondo            |
| Preparatore fisico       | Óscar Pitillas             |
| Allenatore dei portieri: | Miguel González Bastón     |

## Risultati

### Coppa del Re
| Arbitro: | Álvarez Izquierdo |

|  |           |            |
|  | Marcatori | 43’ Forlán |

| Madrid 12 novembre 2008, ore 21:00 CET Sedicesimi di finale – Ritorno | Atlético Madrid  | 0 – 0 referto | Orihuela | Vicente Calderón (10 000 spett.)\| Arbitro: \| Turienzo Álvarez \| |
| Arbitro:                                                              | Turienzo Álvarez |               |          |                                                                    |

| Arbitro: | Iturralde González |

|              |           |                            |
| Ujfaluši 68’ | Marcatori | 11’, 58’ (rig.), 79’ Messi |

| Arbitro: | Mejuto González |

|                          |           |            |
| Bojan 28’ Guðjohnsen 76’ | Marcatori | 23’ Sinama |

### Champions League

#### Turni preliminari
| Arbitro: | Fröjdfeldt |

|            |           |  |
| Pander 30’ | Marcatori |  |

| Arbitro: | De Bleeckere |

|                                                     |           |  |
| Agüero 18’ Forlán 51’ L. García 82’ Maxi 86’ (rig.) | Marcatori |  |

#### Fase a gironi
| Arbitro: | Rosetti |

|  |           |                            |
|  | Marcatori | 8’, 35’ Agüero 54’ Maniche |

| Arbitro: | Øvrebø |

|                           |           |           |
| Agüero 3’ Raúl García 21’ | Marcatori | 15’ Niang |

| Arbitro: | Larsen |

|           |           |           |
| Simão 83’ | Marcatori | 14’ Keane |

| Arbitro: | Hansson |

|                      |           |          |
| Gerrard 90+5’ (rig.) | Marcatori | 37’ Maxi |

| Arbitro: | Busacca |

|                    |           |                |
| Simão 14’ Maxi 27’ | Marcatori | 47’ Koevermans |

| Marsiglia 9 dicembre 2008, ore 20:45 CET Gruppo D – 6ª giornata | Olympique Marsiglia | 0 – 0 referto | Atlético Madrid | Stade Vélodrome (49 663 spett.)\| Arbitro: \| Stark \| |
| Arbitro:                                                        | Stark               |               |                 |                                                        |

#### Fase a eliminazione diretta
| Arbitro: | Webb |

|                      |           |                   |
| Maxi 3’ Forlán 45+2’ | Marcatori | 22’, 72’ Lisandro |

| Porto 11 marzo 2009, ore 20:45 CET Ottavi di finale – Ritorno | Porto | 0 – 0 referto | Atlético Madrid | Estádio do Dragão (46 509 spett.)\| Arbitro: \| Vink \| |
| Arbitro:                                                      | Vink  |               |                 |                                                         |

## Statistiche

### Statistiche di squadra
| Competizione          | Punti | Totale | Totale | Totale | Totale | Totale | Totale | DR  |
| Competizione          | Punti | G      | V      | N      | P      | Gf     | Gs     | DR  |
| --------------------- | ----- | ------ | ------ | ------ | ------ | ------ | ------ | --- |
| Primera División      | 67    | 38     | 20     | 7      | 11     | 80     | 57     | +23 |
| Coppa del Re          | -     | 4      | 1      | 1      | 2      | 3      | 5      | -2  |
| UEFA Champions League | 12    | 10     | 4      | 5      | 1      | 15     | 7      | +8  |
| Totale                | -     | 50     | 25     | 11     | 14     | 98     | 69     | +29 |